# Колуго
Колуго или летећи лемур (лат. Cynocephalidae) је породица сисара која укључује два рода и две живуће врсте. Обе врсте насељавају Југоисточну Азију и живот проводе на дрвећу. Њихови најближи еволуциони рођаци су примати. Постоје само две живе врсте колуга: Сундски летећи лемур (Galeopterus variegatus) и филипински летећи лемур (Cynocephalus volans).
Упркос томе што их зову „летећи лемури“, колузи не лете и нису лемури, иако су у сродству. Уместо тога, они једре док скачу међу дрвећем. Они су најспособнији једриличари од свих сисара који једре. Мембрана прекривена крзном, названа патагијум, повезује се са лицем, шапама и репом. Ово им омогућава да клизе у ваздуху на удаљености до 200 m (660 ft) између дрвећа. Познати су и као кобези.

## Карактеристике
Колуго је сисар који живот проводи у крошњама дрвећа. Достиже дужину од 35 до 40 cm и тежину од 1 до 2 kg. Релативно је лаке грађе, има дуге витке предње и задње удове, док му је реп средње дужине. Глава је мала, уши су мале и округласте, очи велике и постављене на предњем делу главе, захваљујући чему има одличан бинокуларни вид.
Колуго вешто језди између крошњи дрвећа и може да пређе растојање између две крошње од до 70 m скоро без губитка висине.
За колуга се некада веровало да је близак сродник слепог миша. Данас се, међутим, верује да је најближи живи сродника примата. Колуго је у неким радовима називан летећа веверица, али га не треба мешати са правим летећим веверицама које чине део породице веверица.
Ова необична животиња „ближа” је слепом мишу него веверици, на коју много личи. Колуго живи по дрвећу у Индонезији и на острвима у Тихом океану. Храни се искључиво инсектима. Колуго је велики као мачка, са сивим и мрким крзном. Научно име му је галеопитека. Он спада у тзв. дермоптере, што значи да има кожасту опну (као слепи миш), која му служи уместо „крила”. У ствари, галеопитека не лети, већ скаче са високих стабала, служећи се кожастом опном као падобраном. Свој пад усмерава по жељи, а на тло се спушта меко као широки суви лист. Падобранци који посебно увежбавају скок са задршком, користе за усмеравање пада технику летеће веверице. Галеопитека је ноћна животиња.

### Кретање
Колузи су вешти једриличари и могу да путују чак 70 m (230 ft) од једног дрвета до другог без знатног губитка висине, при чему је једна јединка малајског колога (Galeopterus variegatus) прешла око 150 m (490 ft) у једном једрењу.
Од свих сисара који једре, колузи имају најсавршенију адаптацију за лет. Они имају велику кожну мембрану која се протеже између њихових упарених удова и даје им могућност да једре на значајним удаљеностима између дрвећа. Ова клизна мембрана, или патагијум, протеже се од лопатица до предњих шапа, од врха крајњих задњих прстију до врха предњих прстију, и од задњих ногу до врха репа. Простори између прстију на рукама и ногама колуга су покривени. Као резултат тога, некада се сматрало да су колузи блиски рођаци слепих мишева. Данас се, на основу генетских података, сматра да су ближе сродници примата.
Колузи су невешти пењачи; недостају им супротстављени палци. Они напредују уз дрвеће у низу спорих скокова, хватајући се за кору својим малим, оштрим канџама. Већи део дана проводе одмарајући се. Ноћу, колузи проводе већину свог времена на дрвећу тражећи храну, а клизање се користи или за проналажење другог дрвета за исхрану или за проналажење могућих партнера и заштиту територије.

### Понашање и исхрана
Колузи су стидљиве, ноћне, усамљене животиње које обитавају у тропским шумама југоисточне Азије. Сходно томе, врло мало се зна о њиховом понашању. Они су биљоједи су и једу лишће, изданке, цвеће, сок и воће. Они имају добро развијен стомак и дуга црева способна да извлаче хранљиве материје из листова и другог влакнастог материјала. Колузи су еволуирали у ноћне врсте, заједно са способношћу да добро виде током ноћи.

### Животни циклус
Иако су плацентни сисари, колузи одгајају своје младе на начин сличан торбарима. Новорођени колузи су недовољно развијени и теже само 35 g (1,2 oz). Првих шест месеци живота проводе држећи се за мајчин стомак. Мајка колуга савија реп и обавија своје потомство у топлу, сигурну, квазиторбу ради заштите и транспорта. Млади не достижу зрелост док не прође две до три године. У заточеништву живе до 15 година, али њихов животни век у дивљини није познат.

## Статус
Обе врсте су угрожене уништавањем станишта, а IUCN је једном класификовао филипинског летећег лемур као рањиву врсту. IUCN је 1996. године прогласио ову врсту рањивом због уништавања низијских шума и лова. Године 2008, статус је промењен у категорију најмање забринутости, али се и даље суочава са истим претњама. Поред текућег крчења станишта прашуме, лови се због меса и крзна. Такође је омиљени плен за критично угроженог филипинског орла; неке студије сугеришу да колузи чини 90% орловске исхране.

## Класификација и еволуција
- Ред 
  - Породица Cynocephalidae
    - Род 
      - Филипински колуго


    - Род 
      - Сундски колуго


    - Род Plesiadapiformes †

Сматра се да су изумрле породице Mixodectidae и Plagiomenidae вероватно фосили Dermoptera. Мада је за друге палеогенске сисаре тврђено да су сродни са дермоптерама, докази о постојању тих веза нису потпуно поуздани и многи фосили се више не интерпретирају као клизни сисари. Тренутно је фосилни запис потврђених дермоптера ограничен на две врсте из еоценског и олигоценског циноцефалидног рода Dermotherium.
Недавним молекуларно филогенетичким студијама је демонстрирано да колуго припада клади Primatomorpha, која је у оквиру кладе Euarchontoglires. За тупаје (ред Scandentia) је утврђено да су сродни клади Glires (двозупци и глодари), са којом чине једну неименовану кладу, која је  сестринска клади Primatomorpha.
|  | (тупаје)                                                 |
|  |                                                          |
|  | \| \| (глодари) \| \| \| \| \| \| (двозупци) \| \| \| \| |
|  |                                                          |
|  | (глодари)                                                |
|  |                                                          |
|  | (двозупци)                                               |
|  |                                                          |

|  | (глодари)  |
|  |            |
|  | (двозупци) |
|  |            |

|  |                                                 |
|  |                                                 |
|  | \| \| † \| \| \| \| \| \| (примати) \| \| \| \| |
|  |                                                 |
|  | †                                               |
|  |                                                 |
|  | (примати)                                       |
|  |                                                 |

|  | †         |
|  |           |
|  | (примати) |
|  |           |

|  | (тупаје)                                                 |
|  |                                                          |
|  | \| \| (глодари) \| \| \| \| \| \| (двозупци) \| \| \| \| |
|  |                                                          |
|  | (глодари)                                                |
|  |                                                          |
|  | (двозупци)                                               |
|  |                                                          |

|  | (глодари)  |
|  |            |
|  | (двозупци) |
|  |            |

|  |                                                 |
|  |                                                 |
|  | \| \| † \| \| \| \| \| \| (примати) \| \| \| \| |
|  |                                                 |
|  | †                                               |
|  |                                                 |
|  | (примати)                                       |
|  |                                                 |

|  | †         |
|  |           |
|  | (примати) |
|  |           |

### Синоними
Синоними научног имена породице Cynocephalidae су Colugidae, Galeopithecidae и Galeopteridae. 
Синоними научног имена рода Cynocephalus су Colugo, Dermopterus, Galeolemur, Galeopithecus, Galeopus и Pleuropterus.